# 堀研
堀 研（ほり けん、1948年-）は、山口県出身の日本の洋画家、行動美術協会会員、日本美術家連盟会員、広島市立大学芸術学部名誉教授。
※本名は、堀 研（ほり みがく）

## 略歴
1948年　山口県豊浦郡豊浦町湯玉（現在　下関市）に生まれる
1973年　多摩美術大学（グラフィックデザイン科）卒業
1974年　宇部女子高等学校美術教諭となる
1975年　第1回西日本新人ビエンナーレで「イスとヤツデ」が大賞受賞（宇部市蔵）
1979年　第34回行動展で「包む―風」が奨励賞受賞
1980年　第35回行動展で「風の中ゆく」が新人賞受賞（豊浦町蔵）
1981年　第13回山口県芸術文化振興奨賞受賞
　　　　第36回行動展で行動美術賞受賞
1982年　第25回安井賞展で「風の中ゆく」が佳作賞受賞（下関市立美術館蔵）
　　　　第1回小林和作賞を受賞
1983年　第18回昭和会展で「うづくまる」が昭和会賞受賞
1984年　昭和会展受賞記念個展（日動画廊本店、銀座）
1988年　個展「アメリカ、メキシコシリーズ」（日動画廊、東京、大阪、福岡）
1993年　第48回行動展で「風と歩く」が文化庁買い上げ作品となる（東京国立近代美術館蔵）
1994年　宇部市芸術文化奨励賞受賞
1995年　個展「風・樹木シリーズ」（日動画廊、東京、大阪、福岡）
2000年　個展「さくらシリーズ」（日動画廊、銀座、名古屋、大阪）
2004年　広島県立美術館（県民ギャラリー）にて「大地の詩―堀研展」開催
2005年　安芸高田市立八千代の丘美術館にて2年間に渡る個展
　　　　個展（日動画廊、銀座、福岡）
2008年　はつかいち美術ギャラリー企画「堀研展―人と木と風と」開催（廿日市市文化センター）
2010年　個展「気を描く」（日動画廊、銀座、福岡）
2011年　「イタリアの風―堀研スケッチ展」を広島市立大学芸術資料館で開催
2012年　安芸高田市立八千代の丘美術館企画「堀研展」開催
2013年　広島市立大学芸術学部教授退官記念展開催
出典：堀研（2013）『風の匂　土のにおい　人の温もり』瞬報社

## 主要著作
- 『風のあしあと』（瞬報社 1992）

- 『花草樹』（メディクス 2008）ISBN978-4-9902760-5-8

- 『風の匂　土のにおい　人の温もり』（瞬報社 2013）ISBN978-4-9902013-6-4